# Verkehrssinn
Verkehrssinn (auch Verkehrsinstinkt) ist ein Fachausdruck der Verkehrspädagogik. Sie versteht darunter die Befähigung, noch nicht eingetretene Ereignisse und mögliche Gefahrenkonstellationen im Verkehrsleben intuitiv zu erfassen und zum eigenen Verkehren sowie zur Gefahrenabwehr zu nutzen.

## Begriff
Der Begriff „Verkehrssinn“ bezeichnet die Fähigkeit eines Menschen, sich eine realistische Vorstellung von den Gegebenheiten des Verkehrslebens zu bilden. Als speziell auf das Verkehren ausgerichteter Sinn steht er in einer Reihe mit ähnlichen Wahrnehmungsformen, die bestimmte Ereignisse oder Phänomene der Umwelt betreffen, wie etwa der Freiheitssinn, der Gemeinsinn, der Bürgersinn, der Ordnungssinn oder der Wirklichkeitssinn. Umgangssprachlich wird beim Verkehrssinn auch vom „sechsten“ oder „siebten“ Sinn (Der 7. Sinn) gesprochen. Er umschreibt das intuitive Erfassen von Verkehrsabläufen und Handlungstendenzen der anderen Verkehrsteilnehmer im vorausschauenden Denken, was zur Gefahrenvermeidung eingesetzt werden kann. Bei neurophysiologischen Untersuchungen an der Washington Universität in St. Louis (USA) konnte mittels Positronen-Emissions-Tomographie/Magnetresonanztomographie (PET/MRT) nachgewiesen werden, dass eine bestimmte Hirnregion, der anteriore cinguläre Cortex (ACC), ein Frühwarnsystem darstellt, das bei einer erkannten Gefahr aktiv wird, eine Alarmierung des Handlungsrepertoires auslöst und so die Möglichkeit schafft, auch in kritischen Situationen angemessen zu reagieren.

## Stellung im Lernprozess

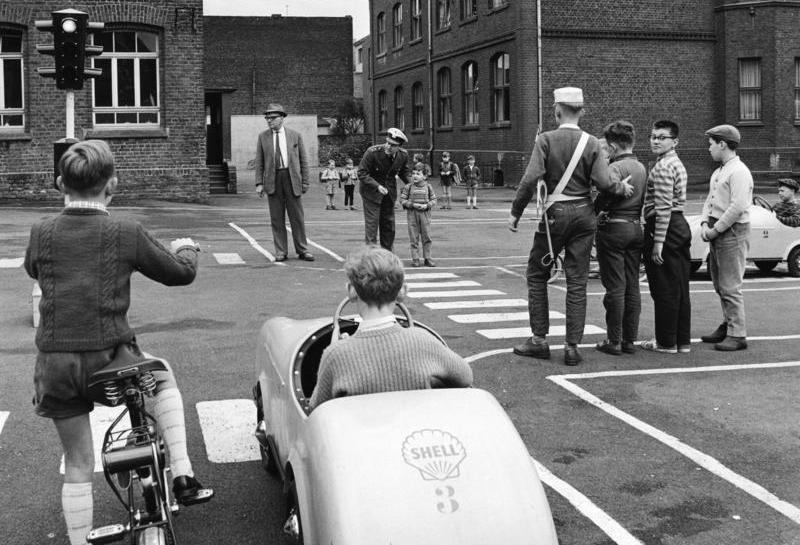
Verkehrserziehung durch die Polizei (1961)

Verkehrskompetenz, das Ziel der Verkehrserziehung, ist nicht angeboren, sondern muss in einem längeren Lern- und Erfahrungsprozess von jedem einzelnen Verkehrsteilnehmer im Umgang und in der reflektierenden Auseinandersetzung mit dem praktischen Verkehrsleben erworben werden. Die Schulung des Verkehrssinns ist dabei ein wesentliches Element. Zeitgemäße Verkehrserziehung versucht, die Qualifikation zur Verkehrsreife in vier Ausbildungsphasen zu erreichen: Der systematische Aufbau der Verkehrskompetenz erfolgt dabei nach Darstellung des Didaktikers Siegbert A. Warwitz über die Stufenfolge „Verkehrsgefühl“, „Verkehrssinn“, „Verkehrsintelligenz“ und „Verkehrsverhalten“. In diesem „Quartett der verkehrsdidaktischen Ausbildung“ ordnet er dem Erwerb von Verkehrssinn die zweite Qualifikationsstufe zu:
Sind mit der Entwicklung des ‚Verkehrsgefühls‘ erste Erfahrungen und Strukturbildungen im Umgang mit anderen Personen, das verträgliche Verhalten in gemeinsamen Bewegungsräumen, Grundprinzipien wie Rücksichtnahme, Fairness oder Regelverständnis gemeint, was vornehmlich in Schonräumen gelernt wird, so stellt der Erwerb von ‚Verkehrssinn‘ bereits höhere Anforderungen an die reflektierte vorausschauende Wahrnehmung beim gemeinsamen Verkehren: „Er impliziert auch kognitive Momente des Verkehrsumgangs. Er bedeutet reflexionsgestützte praktische Erfahrung. Der Verkehrssinn/Verkehrsinstinkt beinhaltet die Fähigkeit, Ereignisse vorauszusehen, Handlungen anderer vorauszuahnen, Gefahren zu erspüren, Sinnestäuschungen zu durchschauen. […] Der ausgebildete Verkehrssinn versetzt in die Lage, mittels Verstand und Nachdenken negative Ereignisse, wie z. B. Unfälle, vorausschauend zu vermeiden.“ Einschließlich der darauf aufbauenden „Verkehrsintelligenz“ sind alle Qualifikationsstufen letztendlich auf die praktische Anwendung, das „Verkehrsverhalten“, ausgerichtet, wo sich der erreichte Stand bewähren muss. Verkehrskompetenz der zweiten Qualifikationsstufe, der Verkehrssinn, kann nach dem heutigen Stand der Verkehrsdidaktik bereits beim Schulanfänger kindgemäß entwickelt werden.

## Lehrplanverankerung
Das Innenministerium Schleswig-Holstein gibt in seinem Erlass vom 25. Juni 1991 dem Verkehrsunterricht in den Schulen u. a. den Auftrag
„Entwickeln von Verkehrssinn durch Erfassen von Verkehrssituationen, Erkennen der Abhängigkeit des Verkehrs von Straße und Verkehrslage für die Verhaltensweise.“ […] „Aufgabe des Verkehrsunterrichts in der Schule muß es bei dem unter Ziff. I genannten Ziel sein, den jungen Menschen entsprechend seinen entwicklungsbedingten Beziehungen zum Verkehr zunächst als Fußgänger und Radfahrer zur verantwortungsbewußten Verkehrsteilnahme zu führen und ihn dann zu befähigen, im Straßenverkehr sein Leben und das anderer nicht zu gefährden. Erziehung zum handelnden Verkehrspartner fordert Entwicklung des Verkehrssinnes.“

## Fahrausbildung
Der Schweizerische Bundesrat regelt in seiner Verordnung über die Zulassung von Personen und Fahrzeugen zum Strassenverkehr (Verkehrszulassungsverordnung, VZV) die Voraussetzungen für das Bestehen der Führerprüfung und die Teilnahme als Kraftfahrer am Straßenverkehr und vermerkt in der Verkehrszulassungsverordnung vom 27. Oktober 1976 (Stand 4. Juni 2019) zur Fahrausbildung und Führerkompetenz (Art. 18): „Der Kurs soll namentlich durch Verkehrssinnbildung und Gefahrenlehre zu einer defensiven und verantwortungsbewussten Fahrweise motivieren.“ Als Zielsetzung der Weiterbildung verfügt der Erlass (Art. 27b): „Der zweite Kurstag soll das Bewusstsein der Kursteilnehmer für die eigenen Fähigkeiten schärfen, ihren Verkehrssinn optimieren sowie das umweltschonende und partnerschaftliche Fahren weiterentwickeln.“. Personen, die berufsmäßig Personen transportieren, wird eine flüssige, routinierte Fahrweise mit ausgeprägtem Verkehrssinn vorausgesetzt (Anhang 12 Ziff. III lit. G).